# 携帯アプリ
携帯アプリ（けいたいアプリ）とは、携帯電話（フィーチャーフォン）上で動くゲーム（携帯電話ゲーム）や各種ツールなどのアプリケーションソフトウェアのこと。Javaアプリケーションを利用したものとBREWを利用したものがある。2001年（平成13年）頃から本格的に実装されるようになった。
その中でユーザが自分で組み込むことができるものについては、以下の各記事を参照。
- iアプリ （NTTドコモ）
- S!アプリ （ソフトバンクモバイル）
- EZアプリ (Java) （au）
- EZアプリ (BREW) （au）